# Barra do Mendes
Barra do Mendes es un municipio brasilero del estado de la Bahia, situado a 534 km su capital Salvador, la vinculación entre las dos ciudades se da esencialmente a través de la BA - 052 (Ruta del Frijol). Su población estimada en 2004 era de 15 301 habitantes.

## Distritos
Barra do Mendes (sede), Antari y Minas del Espírito Santo.

## Historia
A comienzos del siglo XIX, era una hacienda llamada Barra, justamente porque estaba en el encuentro de dos ríos. El Mendes fue añadido en homenaje al propietario, de esta familia. Alrededor de esta hacienda Barra surgieron otras y posteriormente una gran aglomeración de personas.

## Turismo
La región reserva una infinidad de atracciones fascinantes. Entre sus sierras, cerros y descampados forman un escenario de los más lindos y de los más ricos de la Chapada Diamantina.
Además de la riqueza de su fauna y flora, la región posee una enorme variedad de ríos, que en su recorrido ofrece a los visitantes baños de cascadas y piscinas naturales.

## Prefectos de Barra do Mendes
Al todo Barra do Mendes tuvo 13 prefectos electos por el voto popular, pero varios vice-prefeitos assumiram el poder local por algún tiempo

## Geografía

### Localización
La ciudad está a 534 km de la capital del estado y el municipio cubre un área de 1.229 km². Hace frontera, al norte con Ibipeba, al este con Barro Alto y Souto Soares, al sur y oeste con Seabra y al oeste con Brotas de Macaúbas y Ipupiara. Forma parte de la microrregión de Irecê, mesorregión del Centro-Norte Bahiano.